# Phragmataecia castaneae
Phragmataecia castaneae — вид лускокрилих комах родини червиць (Cossidae).

## Поширення

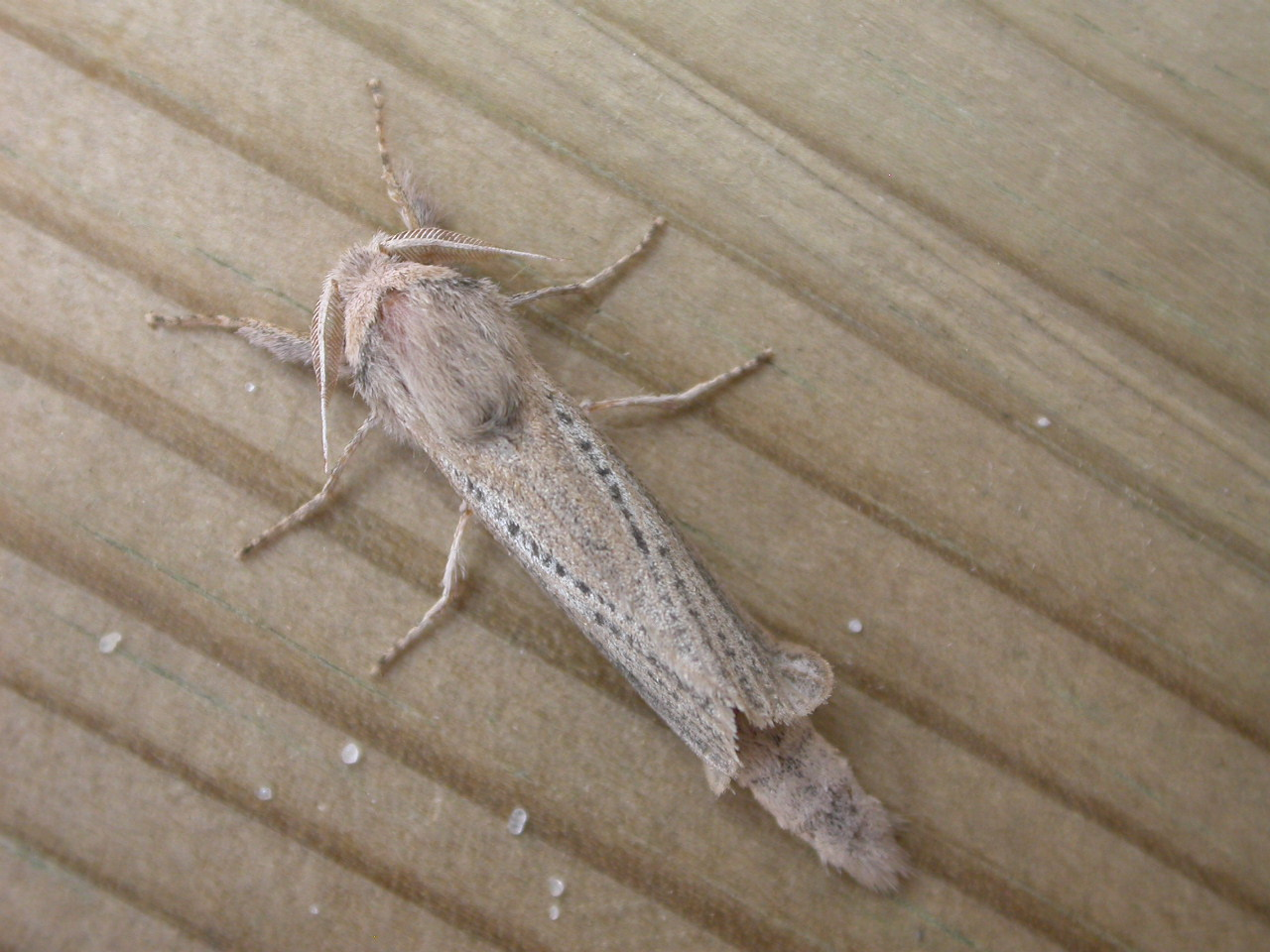
Вигляд зверху

Вид поширений в Південній та Центральній Європі, Північній Африці, на Мадагаскарі, в Західній та Середній Азії, Західному Сибіру, Китаї, Індії та на Шрі-Ланці. Присутній у фауні України.

## Опис
Розмах крил 27-50 мм. Довжина переднього крила 17-24 мм. Самиці більші за самців. передні крила сірого кольору з дрібними темними плямами. Задні крила світло-сірого кольору. Черевце значно довше за крила. Передні ноги покриті довгими волосками. Вусики самців в прикореневій частині перисті.
Личинки блідо-жовті з двома коричневими смугами. Голова світло-коричнева.

## Спосіб життя
Трапляється на берегах водойм і боліт. Метелики літають в червні і липні. Гусениці розвиваються всередині стебел очерету — спочатку біля прикореневої частини, потім піднімаються вище по стеблу. Кормові рослини гусениць: Phragmites australis, Phragmites communis, Phragmites gigantea, Phragmites pumila, Saccharum officinarum, Saccharum spontaneum, Sorghum propineum. After larva hatching in summer, it feeds first in shoot tips. After two moults, larva enter a base internode. Larvae pupate after two years within shoots.